# 638

## Догађаји
- Цар Ираклије ствара тампон зону (или ничију земљу) у срцу Мале Азије. На планинском терену Анадолије, византијске снаге развијају систем одбрамбеног герилског рата. Стратегија је позната као „ратовање у сенци“, јер избегава битку са главним муслиманским освајачима, и уместо тога напада истурене групе када се врате и када су натоварене пленом, заробљеном стоком или заробљеницима.
- 4. јул – Хераклон, 12 година, син Ираклија, добија (утицајем своје мајке Мартине) титулу Августа. То га доводи у ривалство са својим старијим полубратом Константином.
- Ираклије издаје своју Ектезу, подржавајући монотелетску доктрину (да у Христу постоји само једна воља) и излажући је као званичну доктрину источне цркве. Ектези се оштро супротстављају православни теолози, посебно свети Максим Исповедник.
- Краљ Освалд и његова војска Нортамбрија опседају и освајају Единбург (Шкотска). Његов полубрат, Освиу од Берникије, жени се принцезом Рајинфелт, наследницом Северног Рхегеда („Стари Север“). Нортамбрија прихвата Северни Рхегед у мирном преузимању, а Освиу постаје подкраљ.
- Јесен – Арапске снаге под Абу Убаидом ибн ал-Јарахом јуришају на Цезареју Маритиму, главни град византијске Палестине, и утичу на њихово коначно заузимање Аскалона (модерни Израел). Калиф Омар зауставља муслиманску инвазију и поставља Абу Убаиду за гувернера Сирије.
- Византијско-арапски ратови: Инвазијска војска Рашидуна под Халидом ибн ал-Валидом креће у Анадолију, освајајући (без снажног византијског отпора) градове Кахраманмараш, Цезареју Кападокију, Себастију и Малатију (западно од планина Таурус). Арапске снаге марширају у Јерменију, где заузимају градове Едесу и Амиду до Араратске равнице.
- Калиф Омар отпушта Халида ибн ал-Валида након освајања Сирије, захваљујући његовој све већој слави и утицају. Он жели да муслимани знају да победа долази од Бога, а не од његовог генерала.
- Тибетанска империја, тражећи савез са Кином кроз брак из династије Танг, покреће напад на Сонгџоу који је одбијен од стране кинеских снага, али је праћен браком кинеске принцезе Венченг за тибетанског владара Сонгтсана Гампоа.
- Исламски календар уводи Абу Муса ал-Асха'ари. Он убеђује Омара И да прави белешке о једној ери за муслимане.
- 22. март – 0 година бурманског календара, заснованог на Цхула Сакарат, такође се користи у копну југоисточне Азије.
- 12. октобар – Папа Хонорије И умире у Риму после 13-годишње владавине, а наследио га је Северин, али ће византијски цар Ираклије одложити посвећење новог папе до маја 640. године.
- 20. децембар – Пир Цариградски постаје цариградски патријарх, после смрти Сергеја I. Био је заговорник монотелитизма и близак пријатељ цара Ираклија.

## Смрти
- 11. март – Софроније Јерусалимски, патријарх јерусалимски
- 12. октобар – папа Хонорије I
- 9. децембар – Сергеј I, патријарх цариградски